# Sveta Helena
Sveta Helena är en ort i Kroatien.   Den ligger i länet Zagrebs län, i den nordöstra delen av landet, 24 km öster om huvudstaden Zagreb. Sveta Helena ligger 117 meter över havet och antalet invånare är 366.
Terrängen runt Sveta Helena är platt åt sydost, men åt nordväst är den kuperad. Runt Sveta Helena är det glesbefolkat, med 19 invånare per kvadratkilometer. Närmaste större samhälle är Sesvete, 14,0 km sydväst om Sveta Helena. Trakten runt Sveta Helena består till största delen av jordbruksmark.